# لطیف احمدی

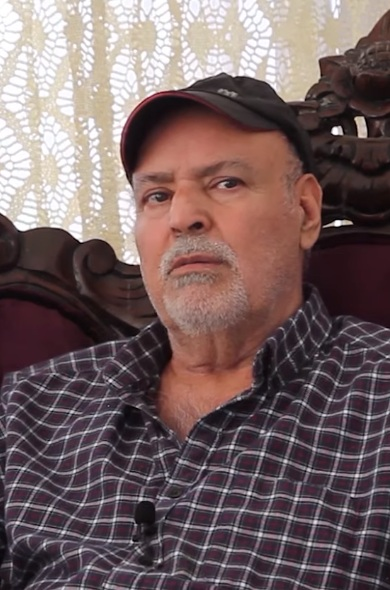
لطیف احمدی

عبداللطیف احمدی کارگردان اهل افغانستان است. وی رئیس شرکت افغان فیلم بود.